# Uperodon anamalaiensis
Uperodon anamalaiensis es una especie de anfibio anuro de la familia Microhylidae. Se distribuye por los estados de Kerala y Karnataka en India, aunque probablemente se encuentre también en Tamil Nadu. Habita en bosques primarios y secundarios ente los 100 a los 650 metros de altitud.
Es de color marrón con motas amarillentas dispersas por el dorso, una banda beige que va desde el ojo a la ingle y otra entre los ojos. Las zonas ventrales son de color marrón oscuro con manchas irregulares grisáceas. Las hembras son de mayor tamaño midiendo entre 35 y 39 mm de longitud, mientras que los machos miden entre 25 y 37 mm.